# I skovens dybe, stille ro (film)
I skovens dybe, stille ro er en dansk kortfilm fra 2016 instrueret af Edith Ursula Fabritius Tvede.

## Handling
Calmia Gods og Skov lover hurtig helbredelse for det moderne, stressede menneske. Men det er ikke noget, som karrieremanden Torben synes han har brug for. Men hans arbejdet har tvangsindskrevet ham. Mobilen bliver afleveret til terapeuten Celine, som leder new-age-kurset. Langsomt bliver Torben skubbet ud over kanten, og inden længe står han ansigt til ansigt med sig selv i skovens dybe, stille ro.

## Medvirkende
- Casper Sloth, Torben
- Kim Sønderholm, Arthur
- Anna Sampson, Celine
- Violeta Malunviiciute, Mette
- Natalia Petersen, Karin
- Julie Skibelund, Kirsten
- Edith Ursula Fabritius Tvede, Kæreste
- Else Winther, Lis